# Lelio Luttazzi
Lelio Luttazzi (Trieste, 27 de abril de 1923-Trieste, 8 de julio de 2010) fue un compositor, músico, actor, cantante, director de orquesta, escritor y presentador de radio y televisión italiano.

## Biografía
Luttazzi comenzó a tocar el piano en Radio Trieste y compuso sus primeras canciones cuando era estudiante de derecho en la Universidad de Trieste durante la  Segunda Guerra Mundial.  Después de la guerra, consiguió de la SIAE 350,000 liras, una buena suma por aquel entonces, por lo que decidió ser compositor a tiempo completo y en 1948 se trasladó a Milán donde comenzó a ser socio de Teddy Reno en su compañía discográfica CGD. Se convirtió en uno de los primeros compositores en adaptar estructuras de jazz en canciones italianas.
Artista multifacético, trabajó también como actor y compositor de múltiples películas, además de ser presentador de radio y televisión. Su pico de popularidad fue probablemente con su programa de radio Hit parade, uno de los programas más duraderos de la historia de la radio italiana. A principios de los 70, Luttazzi estuvo involucrado junto con Walter Chiari en un caso de tráfico de drogas. Luttazzi estuvo en prisión durante un mes antes de ser absuelto con la fórmula "porque el hecho no existe" pero a partir de entonces básicamente llevó una vida reservada y alejada de los focos, volviendo rara vez a ser el centro de atención.

## Filmografía
Compositor
- I due sergenti (1951)
- Miracle in Viggiù (1951)
- Toto, Peppino, and the Hussy (1956)
- Peppino, le modelle e chella là (1957)
- Souvenir d'Italie (1957)
- Venecia, la luna y tú (Venezia, la luna e tu) (1958)
- Adorables y mentirosas (Adorabili e bugiarde) (1958)
- Gambe d'oro (1958)
- Space Men (1960)
- Pecados de verano (Peccati d'estate) (1962)
- El parasol (L'ombrellone) (1965)
- Los signos del zodíaco (Di che segno sei?) (1975)
- Bluff - Los embrollones (Bluff storia di truffe e di imbroglioni) (1976)
- La presidentessa (1977)
- Maschio latino cercasi (1977)

Actor
- Sua Altezza ha detto: no! (1953) - Sandro
- Motivo in maschera (1955) - Lelio, el músico
- L'Avventura (1960) - Raimondo
- Gli attendenti (1961) - Teniente Marchetti
- La visita del rencor (The Visit) (1964)
- Weekend, Italian Style (1965) - Rastrelli (segmento "La moglie bionda") (sin acreditar)
- Kiss the Other Sheik (1965) - Conde Antonio Bellanca
- I complessi (1965) - Él mismo (segmento "Guglielmo il Dentone")
- Yo, yo, yo... y los demás (Io, io, io.... e gli altri) (1966) - Director
- Mi vedrai tornare  (1966) - Conde Aleardi
- Los Alpes, 250.000 dólares (Snow Job) (1972) - Banquero